# Fruela II.
Fruela II. Gubavac (o. 875. – 925.) bio je kralj Asturije, a poslije i Leona i Galicije.

## Životopis
Fruela je bio sin kralja Alfonsa III. Leonskog i kraljice Jimene. Bio je brat Ordoña II. i Garcije I.
Bio je oženjen dvaput, prvo za ženu zvanu Nunila ili Nunilona. Njegova je druga žena bila Uraka bint Qasi (španjolski Urraca). Vjenčali su se 917. Ona je možda bila kći nekog guvernera. 
Imao je dobre odnose s Ordoñom, preko kojeg je bio stric Sanča I. Ordóñeza i Alfonsa IV. Leonskog.
Nakon smrti Ordonja, Fruela je postao kralj Leona. Nije bio popularan kod plemića te je prognao biskupa Frunimija.
Navodno je bio zaražen gubom, te ga se naziva gubavcem.
Imao je nekoliko djece, prema različitim kroničarima. Jedan od njegovih sinova bio je Alfons Fróilaz.